# Gemara

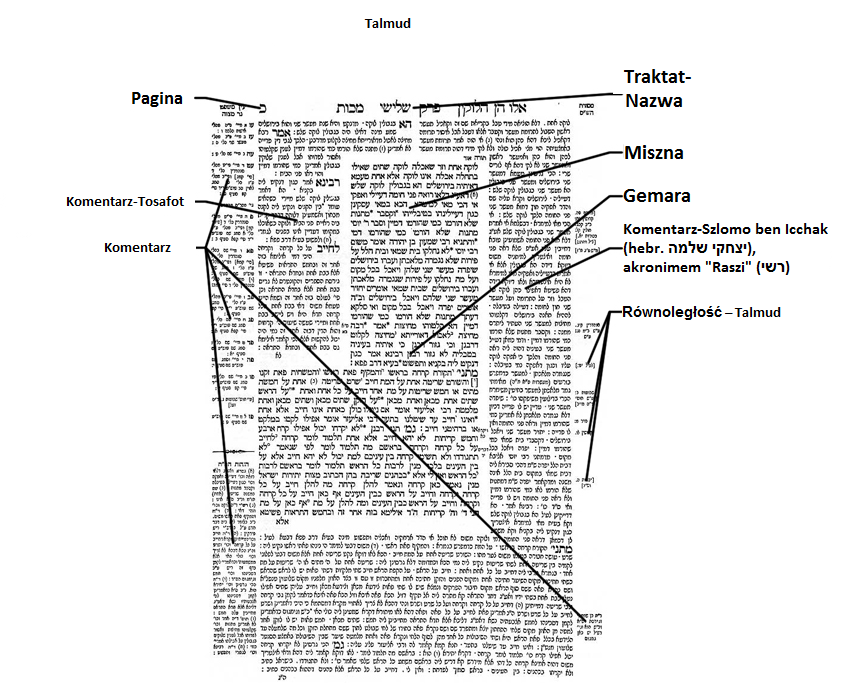
Talmud, Miszna, Gemara ...

Gemara (hebr. גמרא; pol. uzupełnienie, zakończenie) – aramejskojęzyczny zbiór rabinicznych komentarzy i objaśnień uzupełniających Misznę, czyli kodeks prawa obyczajowego w judaizmie. Obie części tworzą razem Talmud. Z tego względu, iż Gemara była tworzona i w Jerozolimie, i w Babilonii, istnieją dwie wersje Talmudu – babilońska i palestyńska (Gemara palestyńska zawiera mało opowieści i legend; Gemara Babilońska jest zwięzła i znalazły się w niej szeroko dyskutowane przez Żydów problemy dotyczące zasad prawa – Halacha, obejmujące Palestynę).